# Mohammadali Fardin
Mohammadali Fardin (7 de abril de 1931 - 6 de abril de 2000) foi um ator e diretor de cinema iraniano. Fardin nasceu em Teerã. Ele morreu em 6 de maio de 2000, aos
69 anos.